# Tytus, Romek i A’Tomek wśród złodziei marzeń (album)
Tytus, Romek i A’Tomek wśród złodziei marzeń – album grupy Voo Voo nagrany z towarzyszeniem polskich aktorów i wokalistów. Zawarte na płycie i skomponowane w większości przez Wojciecha Waglewskiego utwory znalazły się też na ścieżce dźwiękowej filmu Tytus, Romek i A’Tomek wśród złodziei marzeń.

## Lista utworów i wykonawcy
Zespół Voo Voo w składzie:
- Mateusz Pospieszalski – saksofony, wokal, aranżacje smyczków
- Wojciech Waglewski – gitary, wokal
- Karim Martusewicz – bas
- Piotr Żyżelewicz – bębny

| 1. | Ja muszę to mieć | 5:55  |
|    | - Wojciech Waglewski – muzyka i słowa - Marek Kondrat – śpiew |       |
| 2. | Marzeniowóz | 4:33  |
|    | - Wojciech Waglewski – muzyka i słowa - Wojtek Wysocki – śpiew - Kwartet Smyczkowy „Kwadrat”                                                                       |       |
| 3. | Skrzypki szybkie | 4:39  |
|    | - Wojciech Waglewski – muzyka, wokale - Mateusz Pospieszalski – wokale - Karim Martusewicz – aranżacja smyczków                                                    |       |
| 4. | Szaruga | 4:12  |
|    | - Wojciech Waglewski – muzyka i słowa - Marcin Rozynek – śpiew - Kwartet Smyczkowy „Kwadrat”                                                                       |       |
| 5. | Siedem osiem siedem | 5:17  |
|    | - Wojciech Waglewski – muzyka i słowa - Wojciech Malajkat – głos                                                                                                   |       |
| 6. | Omal nie pękła mi łepetyna | 3:28  |
|    | - Wojciech Waglewski – muzyka i słowa - Tomasz „Oley” Olejnik – śpiew - Kwartet Smyczkowy „Kwadrat” - Niezidentyfikowany Chór Dziecięco-Młodzieżowy                |       |
| 7. | Złodzieje marzeń | 2:33  |
|    | - Wojciech Waglewski – chórki - Mateusz Pospieszalski – muzyka - Kwartet Smyczkowy „Kwadrat”                                                                       |       |
| 8. | O dużo za dużo | 4:31  |
|    | - Wojciech Waglewski – muzyka i słowa - Marek Kondrat – śpiew - Wojciech Malajkat – śpiew - Piotr Gąsowski – śpiew - Niezidentyfikowany Chór Dziecięco-Młodzieżowy |       |
| 9. | Skrzypki wolne | 4:53  |
|    | - Wojciech Waglewski – muzyka - Kwartet Smyczkowy „Kwadrat” - Karim Martusewicz – aranżacja smyczków                                                               |       |
|    | | 40:01 |
|    | |       |
- Piotr „Dziki” Chancewicz – realizacja i mix w Media Studio/WuWu Studio
- Przemek Nowak – współpraca
- Jacek Gawłowski – mastering
- Tomek Bonarowski – realizacja nagrania wokalu Wojtka Wysockiego w Red Studio/Gdańsk
- Mirosław Olszówka – organizacja nagrań

## Single
- „Omal nie pękła łepetyna"